# Melchiorbrunnen
Koordinaten: 51° 9′ 41,2″ N, 10° 24′ 26,8″ O
Der Melchiorbrunnen ist eine Karstquelle im Hainich bei Mühlhausen in Thüringen.

## Beschreibung

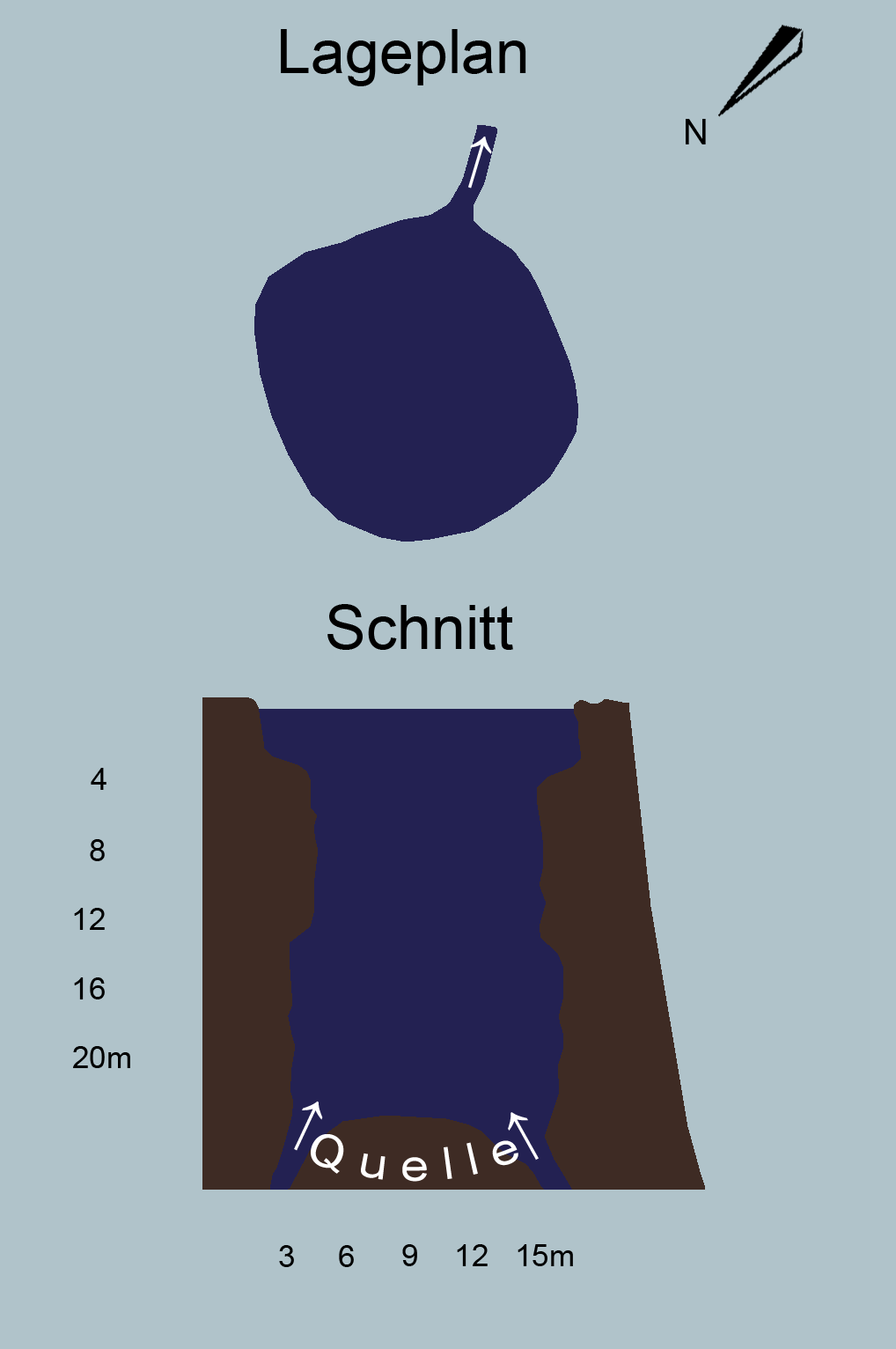
Lageplan und Querschnitt des Melchiorbrunnens

Der Melchiorbrunnen liegt in der Gemeinde Vogtei westlich von Oberdorla in unmittelbarer Nähe des Kainsprings. Die von Bäumen umstandene Quelle ist mit 17 Metern nur etwa halb so breit aber mit 23,5 Metern fast doppelt so tief wie der Kainspring. Der Melchiorbrunnen schüttet 20 Liter pro Sekunde aus. Der Grund der Quelle besteht aus meterhohem Kalkschlamm, durch den sich das Karstwasser durchdrückt und diesen zum Brodeln bringt. Am Grund befinden sich kleine Äste der umliegenden Bäume, die enorm mit Kalk inkrustriert sind. Der abfließende Bach mündet nach wenigen Metern in den Wilden Graben, der über den Seebach der Unstrut zufließt.